# 叉状研歯

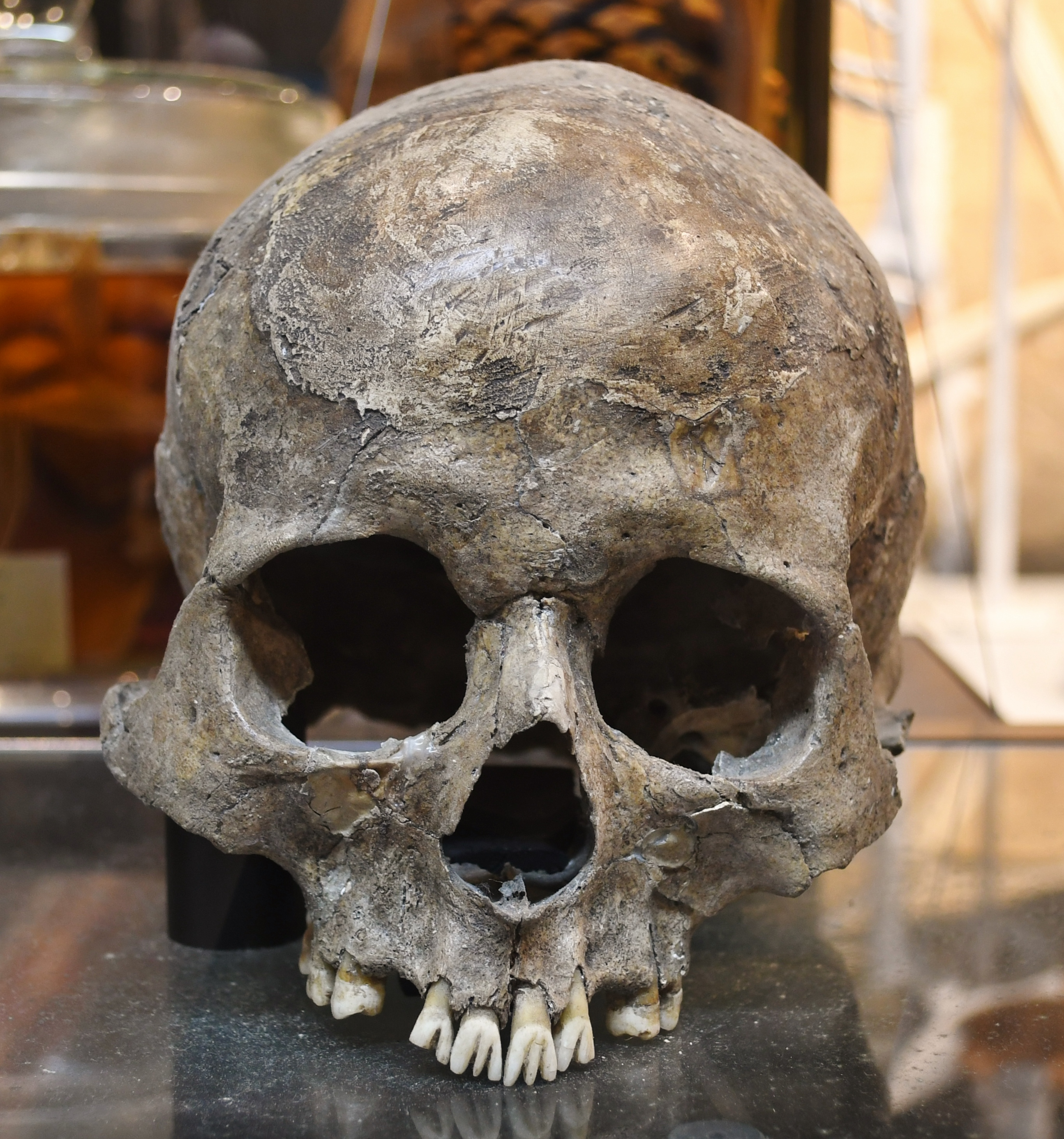
叉状研歯人骨

叉状研歯（さじょうけんし）は、東海地方西部から近畿地方において、縄文時代晩期の人骨にみられる、上顎の切歯に溝を彫り込み、歯の先端を叉状にする身体変工である。1919年に小金井良精によってはじめて報告され、1939年に鈴木尚が命名した。2013年現在、31例が知られている。

## 実例と類型
2013年現在、叉状研歯をほどこした出土人骨は、31例が知られている。出土遺跡は、大阪府の国府遺跡と奈良県の観音寺本馬遺跡を除けば、すべてが愛知県内に分布している。とはいえ、愛知県以西から関西にかけての縄文晩期の人骨発掘数は限られているため、連続分布を否定するものではない。一方で、一定数の人骨が出土している東日本および岡山県以西については、この習俗は存在しなかったと考えられている。また、愛知県田原市の吉胡貝塚と伊川津貝塚においてはそれぞれ9例が出土しており、他を圧倒する。
以下は、春成秀爾の整理による、2013年までに確認されている叉状研歯を有する人骨のリストである。抜歯形式の「4I型」は下顎の切歯4本を抜いたもの、「4I2C型」は下顎の切歯4本に加え、犬歯2本をさらに抜いたもの、「2C2I型」は中切歯2本を抜いたもの、「0型」は下顎の歯を抜いていないものを指す。
| 発掘年          | 出土遺跡       | 性     | 年齢 | 抜歯型式 |
| --------------- | -------------- | ------ | ---- | -------- |
| 1922年 - 1923年 | 吉胡貝塚       | 女     | 熟年 | 4I2C型   |
| 1922年 - 1923年 | 吉胡貝塚       | 女     | 壮年 | 4I型     |
| 1922年 - 1923年 | 吉胡貝塚       | 男     | 熟年 | 4I型     |
| 1912年          | 吉胡貝塚       | 男     | 壮年 | 4I型     |
| 1928年          | 吉胡貝塚       | 男     | 熟年 | 4I2C型   |
| 1951年          | 吉胡貝塚       | 女     | 熟年 | 4I2C型   |
| 1951年          | 吉胡貝塚       | 女     | 熟年 | 4I型     |
| 1951年          | 吉胡貝塚       | 女     | 熟年 | 4I2C型   |
| 2005年          | 吉胡貝塚       | 女     | 熟年 | 4I型     |
| 1922年          | 伊川津貝塚     | 女     | 壮年 | 4I型     |
| 1922年          | 伊川津貝塚     | 女     | 壮年 | 4I型     |
| 1922年          | 伊川津貝塚     | 女     | 若年 | 4I型     |
| 1922年          | 伊川津貝塚     | 女     | 熟年 | 4I2C型   |
| 1937年          | 伊川津貝塚     | 男     | 若年 | 4I型     |
| 1937年          | 伊川津貝塚     | 男     | 壮年 | 4I型     |
| 1937年          | 伊川津貝塚     | 男     | 壮年 | 4I型     |
| 1959年          | 伊川津貝塚     | 男     | 壮年 | 4I型     |
| 1984年          | 伊川津貝塚     | 男     | 熟年 | 4I型     |
| 1925年          | 保美貝塚       | 女     | 壮年 | 0型      |
| 1963年          | 保美貝塚       | 男     | 老年 | 4I型     |
| 1922年          | 稲荷山貝塚     | 男     | 熟年 | 4I型？   |
| 1922年          | 稲荷山貝塚     | 男     | 熟年 | 4I型     |
| 1972年          | 枯木宮貝塚     | 女     | 壮年 | 4I型     |
| 1980年          | 枯木宮貝塚     | 女     | 若年 | 4I型     |
| 1977年          | 堀内貝塚       | 男     | 成年 | 4I型     |
| 1969年          | 本刈谷貝塚     | 男     | 壮年 | 2C2I型   |
| 1927年          | 雷貝塚         | 性不明 | 成年 | 4I型？   |
| 1919年          | 国府遺跡       | 女     | 壮年 | 4I2C型   |
| 1958年          | 国府遺跡       | 男     | 壮年 | 2C2I型   |
| 1970年          | 国府遺跡       | 女     | 壮年 | 4I2C型   |
| 2009年          | 観音寺本馬遺跡 | 女？   | 成年 | ？       |